# Alexander Schrijver
Pour les articles homonymes, voir Schrijver.
Alexander (Lex) Schrijver, né le 4 mai 1948 à Amsterdam est un mathématicien et informaticien hollandais, professeur de mathématiques discrètes et d'optimisation à l'université d'Amsterdam et membre du Centrum voor Wiskunde en Informatica à Amsterdam. Depuis 1993, il est coéditeur en chef du journal Combinatorica,.

## Biographie
Schrijver obtient un doctorat en 1977 à l'université libre d'Amsterdam, sous la direction de Pieter Cornelis Baayen. De 1973 to 1979, il travaille en mathématiques pures au Centrum voor Wiskunde en Informatica (qui alors s'appelle Mathematisch Centrum), puis est professeur à l'université de Tilburg de 1983 à 1989. Depuis 1989 il est membre du Centrum voor Wiskunde en Informatica, et en 1990 devient aussi professeur à l’université d'Amsterdam. Au CWI, il occupe successivement diverses fonctions, comme membre du personnel scientifique et à la direction, dans plusieurs départements,. Il continue à être membre du CWI après son départ à la retraite en mai 2013. Il a été chercheur invité dans de nombreuses institutions, notamment l'université d'Oxford, celle de Bonn, à l'École normale supérieure (Paris) de Paris, l'université Rutgers, Microsoft Research, et l’université de Szeged.

## Recherche
Schrijver est spécialiste en optimisation combinatoire, et notamment en recherche d'algorithmes optimaux pour les problèmes combinatoires, la théorie des graphes, la théorie des réseaux, la combinatoire des polyèdres. Une application pratique a été l'optimisation des horaires des chemins de fer néerlandais (Nederlandse Spoorwegen) qui a été mise en œuvre avec succès en 2006. Son ouvrage de référence Combinatorial Optimization : Polyhedra and Efficiency est un livre en trois volumes qui couvre ces domaines en près de 1 900 pages.
Schrijver est conférencier invité du congrès international des mathématiciens à Berkeley en 1986 (Polyhedral combinatorics - some recent developments and results) et à nouveau à celui de Berlin en 1998 (Routing and time tabling by topological search).

## Prix et distinctions
Prix
- En 1982, Schrijver est lauréat du Prix Fulkerson de la Société américaine de mathématiques pour son travail, avec Martin Grötschel et László Lovász, sur l'application de la méthode de l'ellipsoïde en optimisation combinatoire.
- En 2003, il reçoit une deuxième fois ce prix pour ses recherches sur la minimisation de fonctions sous-modulaires[8],[9].
- En 1986 il reçoit le prix Frederick W. Lanchester, décerné par l'Institut pour la recherche opérationnelle et les sciences de gestion (INFORMS), pour son livre Theory of Linear and Integer Programming, et à nouveau en 2004 pour son livre Combinatorial Optimization: Polyhedra and Efficiency.
- En 2003, il est lauréat du prix George-B.-Dantzig, décerné par la Mathematical Programming Society et la SIAM, pour « ses contributions profondes et fondamentales à la recherche sur l'optimisation discrète »[9].
- En 2006, il est lauréat du Prix de théorie John von Neumann d'INFORMS avec Grötschel et Lovász pour leur travail en optimisation combinatoire, et en particulier pour leur travail commun dans le livre Geometric Algorithms and Combinatorial Optimization qui établit l'équivalence, en temps polynomial, de la séparation et de l'optimisation[10].
- En 2008, son travail avec Adri Steenbeek sur les horaires dans le système ferroviaire des Pays-Bas est récompensé par le prix Franz Edelman pour les accomplissements en recherche opérationnelle et sciences de gestion (en) de INFORMS[11],[12].
- En 2008, il reçoit le prix SIGMA de la fondation SURF (en) pour un projet éducatif en mathématiques[13].
- En 2005 Schrijver est lauréat du prix Spinoza, attribué par la Nederlandse Organisatie voor Wetenschappelijk Onderzoek (en), le prix scientifique le plus élevé aux Pays-Bas, pour ses recherches en combinatoire et algorithmique[14].
- La même année, il devient chevalier de l'Ordre du Lion néerlandais[5].
- En 2015, il reçoit la EURO Gold Medal de l'Association of European Operational Research Societies(EURO)

Doctorats honoris causa
En 2002, Schrijver reçoit un doctorat honoris causa de l'université de Waterloo au Canada, et en 2011 un autre doctorat honoris causa de l'université Loránd Eötvös en Hongrie.
Sociétés savantes
En 1995, Schrijver devient membre de l'Académie royale néerlandaise des arts et des sciences in 1995. Il devient membre correspondant de l'Académie des sciences et des arts de Rhénanie du Nord-Westphalie en 2005, il rejoint l'Académie allemande des sciences Leopoldina en 2006, et est élu à l'Academia Europaea en 2008. Depuis 2009, Lex Schrijver est un Fellow de la Society for Industrial and Applied Mathematics (SIAM).

## Livres
- Theory of Linear and Integer Programming, Wiley and Sons, 1986 (ISBN 9780471982326). Réimpression en 1998.
- (avec Martin Grotschel et Laszlo Lovasz), Geometric Algorithms and Combinatorial Optimization, Springer, 1988 (ISBN 9783540136248). Deuxième édition 1993, Réimpression en 2011.
- (avec William J. Cook, William H. Cunningham et William R. Pulleyblank), Combinatorial Optimization, Wiley and Sons, coll. « Wiley Series in Discrete Mathematics and Optimization » (no 33), 1998 (ISBN 9781118031391). Réimpression en 2011.
- Combinatorial Optimization : Polyhedra and Efficiency, Springer, coll. « Algorithms and Combinatorics » (no 24), 2003 (ISBN 9783540443896).